# Videogiochi nel 1988

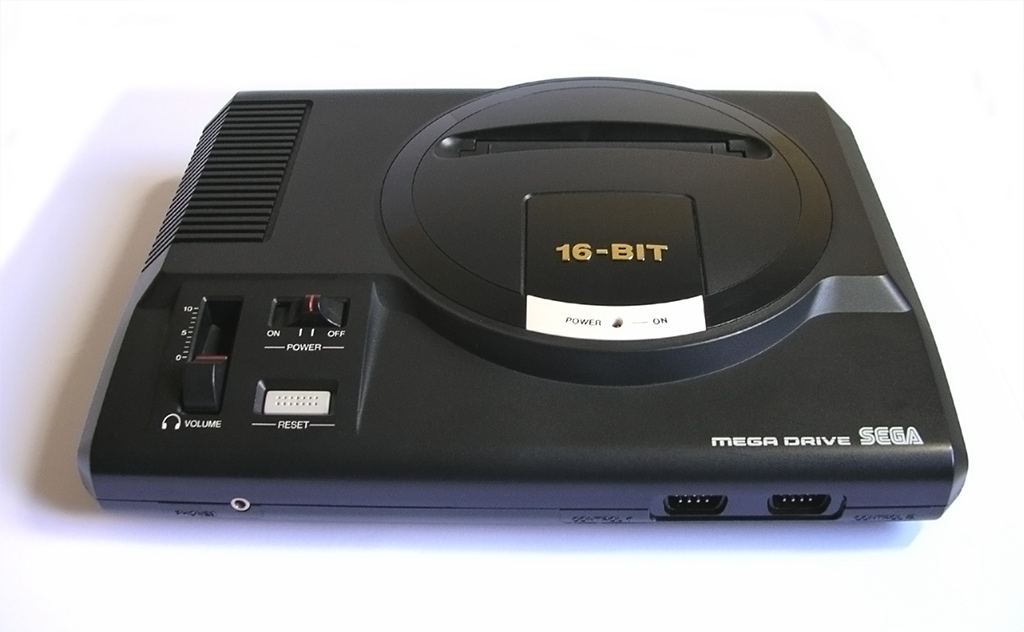
La nuova console Mega Drive

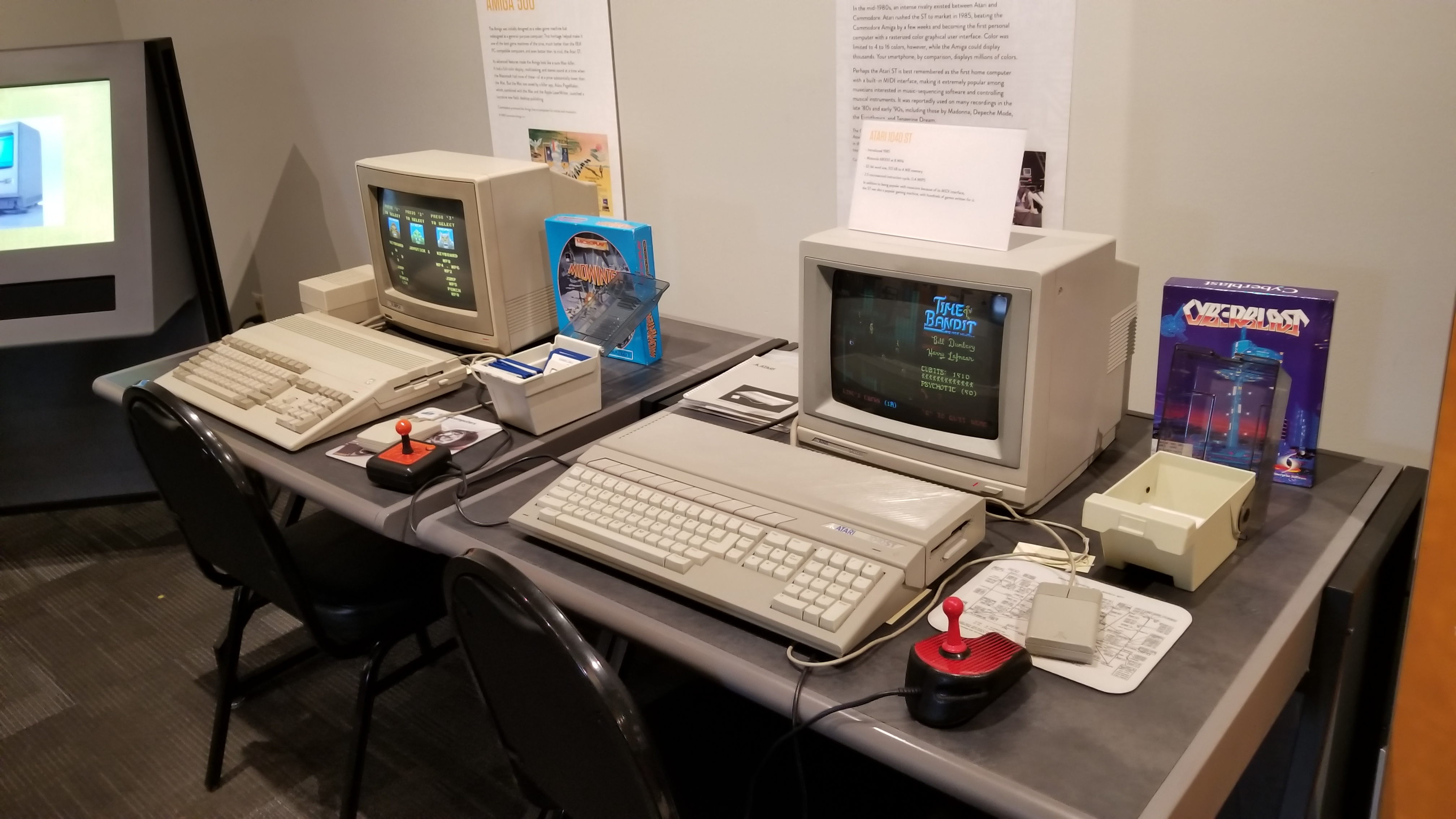
Amiga 500 e Atari ST, gli home computer di fascia alta che ormai dominavano in Europa

Logo di Super Mario Bros. 3, gioco più venduto

Eventi rilevanti avvenuti nell'industria dei videogiochi nel 1988. 
Per un elenco delle voci su giochi usciti nell'anno vedi Categoria:Videogiochi del 1988.

## Eventi

### Aziende
- Febbraio — la Disney entra nel ramo videogiochi fondando la divisione Walt Disney Computer Software[1].
- 13 maggio - viene fondata la Core Design.
- Giugno — Activision cambia nome in Mediagenic in un tentativo di riorganizzazione produttiva[1].
- Giugno — Coleco va in bancarotta[1].
- Viene fondata la Simulmondo, prima software house italiana seriamente specializzata nei videogiochi[2].
- David Jones fonda la DMA Design.
- Viene fondata la Digital Illusions CE.
- Viene chiusa la Zaccaria (ancora in attività fino al 1990 con la produzione di flipper sotto il nome di Mr. Game).

### Hardware
- 29 ottobre — il Sega Mega Drive viene immesso in Giappone, ottenendo rapido successo[1].
- Dicembre — in sala giochi debutta la Namco System 21, prima scheda arcade concepita per la grafica poligonale; il primo gioco è Winning Run[1].
- Il mercato europeo dei giochi per home computer si stabilizza sulle principali macchine: Amiga e Atari ST di fascia alta, Amstrad CPC, Commodore 64 e ZX Spectrum di fascia bassa. Tornano in auge anche le console, com'era previsto da tempo; il NES prosperava già in America e Giappone. La situazione dei PC MS-DOS come macchine da gioco è ancora incerta[2].
- L'Amstrad compie il primo passo falso con il Sinclair PC200, che doveva essere un PC da casa adatto ai giochi, ma fu un insuccesso, soprattutto per la sua arretrata scheda grafica CGA[2].

### Giochi
- Gennaio — Metal Gear per NES arriva ufficialmente in Nord America ed Europa[1].
- Giugno — Strategic Simulations pubblica Pool of Radiance, lanciando il marchio Advanced Dungeons & Dragons anche su PC[1].
- Agosto — Electronic Arts pubblica John Madden Football per Apple II, avviando una delle serie sportive più longeve della storia[1].
- Novembre — esce Splatterhouse, violento arcade che sarà il primo cabinato con bollo Parental Advisory[1].
- Esce RoboCop, che inizialmente sembra solo uno dei tanti adattamenti di film, ma specialmente nelle versioni domestiche della Ocean Software va in cima alle classifiche a Natale e ci rimane a lungo[2].
- Tetris, ideato in Unione Sovietica nel 1984, viene pubblicato ufficialmente per i computer occidentali e diventerà uno dei giochi più importanti della storia[2].
- Electronic Arts pubblica F/A-18 Interceptor, notevole per la grafica 3D piena[2].
- Esce Super Mario Bros. 3, meritatamente al primo posto nelle vendite[1].
- Cinemaware pubblica Rocket Ranger[1].
- Esce Battle Chess per computer. Cresce la consapevolezza che pietre miliari come queste non spiccano nelle classifiche commerciali a causa della forte pirateria in ambito computer[1].
- Lucasfilm Games pubblica Zak McKracken and the Alien Mindbenders[1].
- Esce Barbarian II: The Dungeon of Drax[1].
- Esce Emlyn Hughes International Soccer, allora considerato il miglior gioco di calcio mai prodotto per computer, ma presto venne detronizzato da Kick Off[1].
- In sala giochi è una delle annate più prolifiche, in particolare per i titoli a scorrimento orizzontale[1].
- Tecmo pubblica Shadow Warriors, primo episodio della serie Ninja Gaiden.
- Konami pubblica Parodius.

### Classifiche
- I 10 titoli più venduti sono, in ordine decrescente, Super Mario Bros. 3, Mega Man 2, Super Contra, Final Fantasy II, Emlyn Hughes International Soccer, Bionic Commando, Zak McKracken and the Alien Mindbenders, Rocket Ranger, Menace, Barbarian II: The Dungeon of Drax[1].
- I 10 maggiori successi in sala giochi sono Ghouls 'n Ghosts, Altered Beast, RoboCop, Double Dragon II: The Revenge, Bad Dudes Vs. DragonNinja, Chase H.Q., The New Zealand Story, Power Drift, Forgotten Worlds, Final Blow[1].
- I 10 sistemi più diffusi sono NES, Commodore 64, Amiga 500, MSX, Amstrad CPC, ZX Spectrum, Sega Master System, Atari 2600, Atari ST, PC/MS-DOS[1].
- I 10 editori con più fatturato sono Nintendo, Sega, Namco, Taito, Capcom, Ocean Software, Konami, U.S. Gold, LucasArts, Data East[1].